# Austrocylindropuntia floccosa
Austrocylindropuntia floccosa, conocido comúnmente como huaraco o waraqu (nombre que se le da al cactus en las lenguas indígenas aymara y quechua), es una especie de planta suculenta perteneciente al género Austrocylindropuntia, dentro de la familia Cactaceae. Se distribuye naturalmente desde Perú hasta Bolivia.

## Descripción

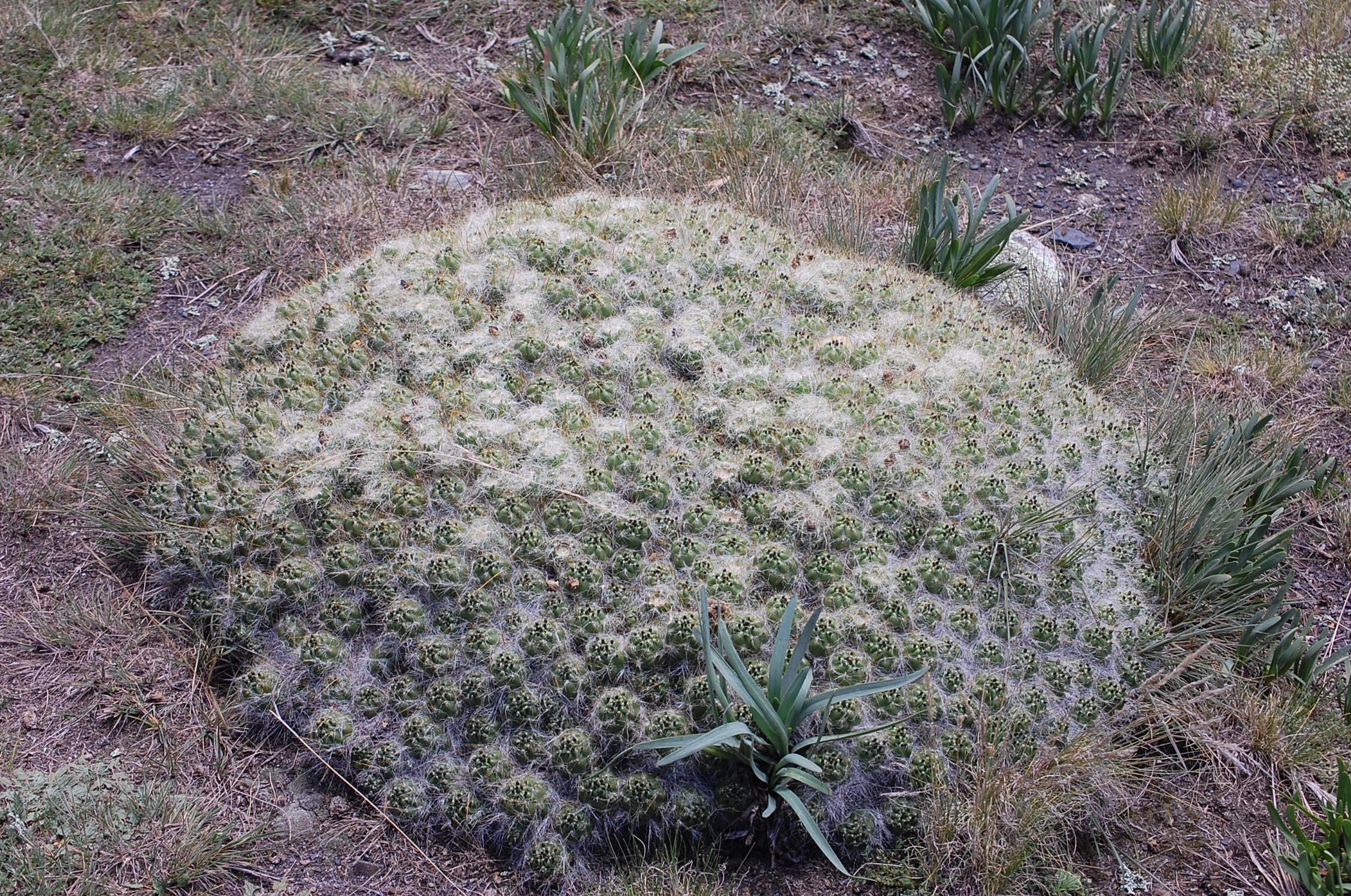
Planta en forma de cojín compacto

Austrocylindropuntia floccosa es una especie de cactus que crece de manera ramificada, con tallos verdes articulados formando amplias alfombras o cojines compactos. Cada tallo o segmento es corto y cilíndrico, aunque a veces puede ser elipsoide y casi esférico, llegando a medir hasta 15 cm de largo.
Los tallos presentan una serie de protuberancias, bultos o tubérculos dispuestos en espiral. En ellos se sitúan las areolas, las cuales llevan pelos blancos en forma de ganchos, entrelazados o rectos, similares a gloquidios (espinas irritantes), que pueden estar ausentes, y que le dan ese aspecto de cactus peludo.
Las hojas son de color verde oscuro, rudimentarias y persistentes de hasta 7 mm de longitud. Las espinas son escasas y a menudo solo hay dos. Son erectas, estrechas, de color amarillo y rectas, y miden alrededor de 2 cm de largo.

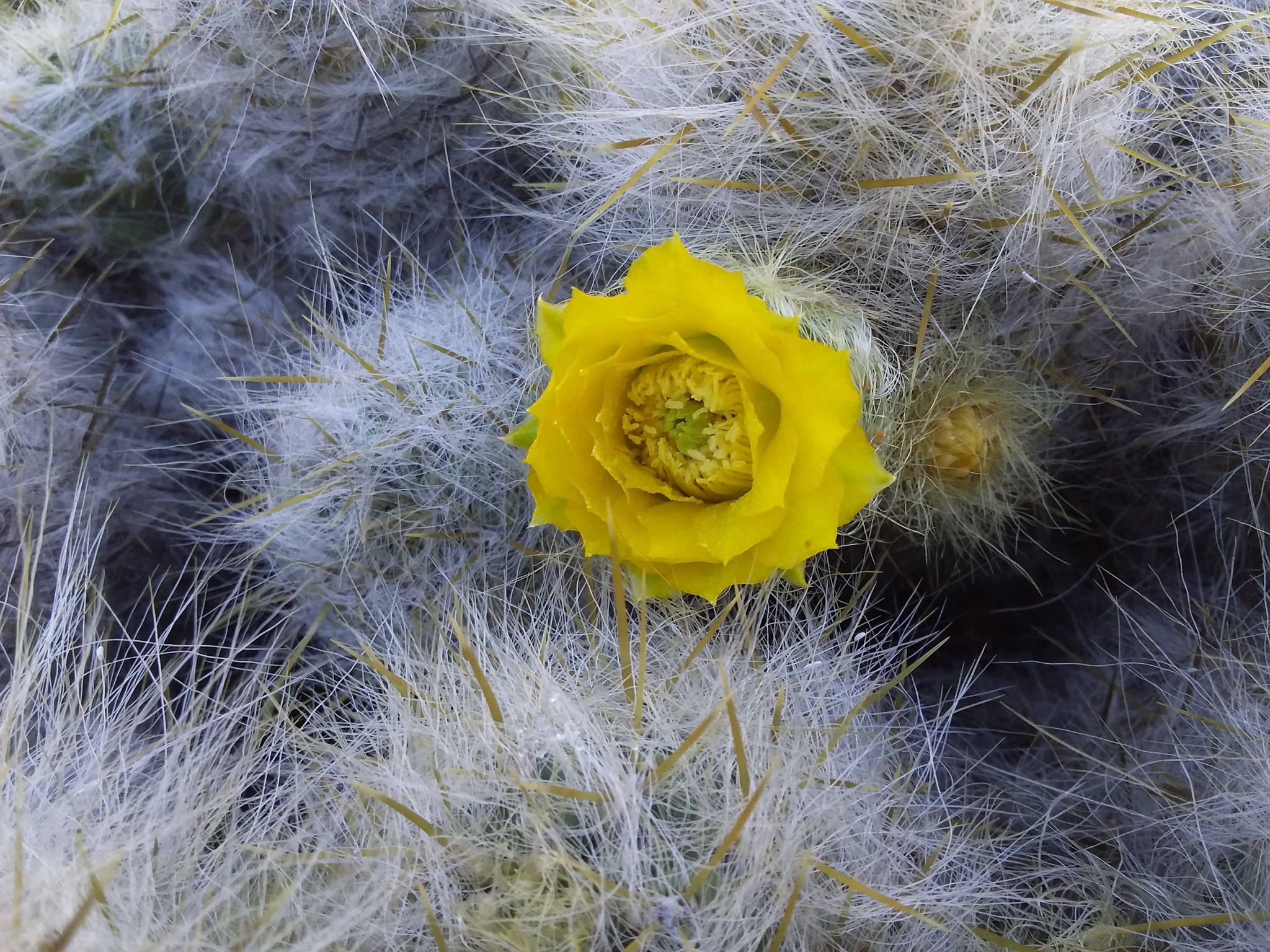
Detalle de la flor

Las flores son de color amarillo o naranja con una longitud de 2,5 a 3 cm de largo. El pericarpio está cubierto en la parte superior con areolas sin espinas. Los frutos son casi esféricos, a veces con protuberancias y tienen poco vello. Alcanzan aproximadamente 3 cm de diámetro y están ocultos entre los segmentos de los brotes.

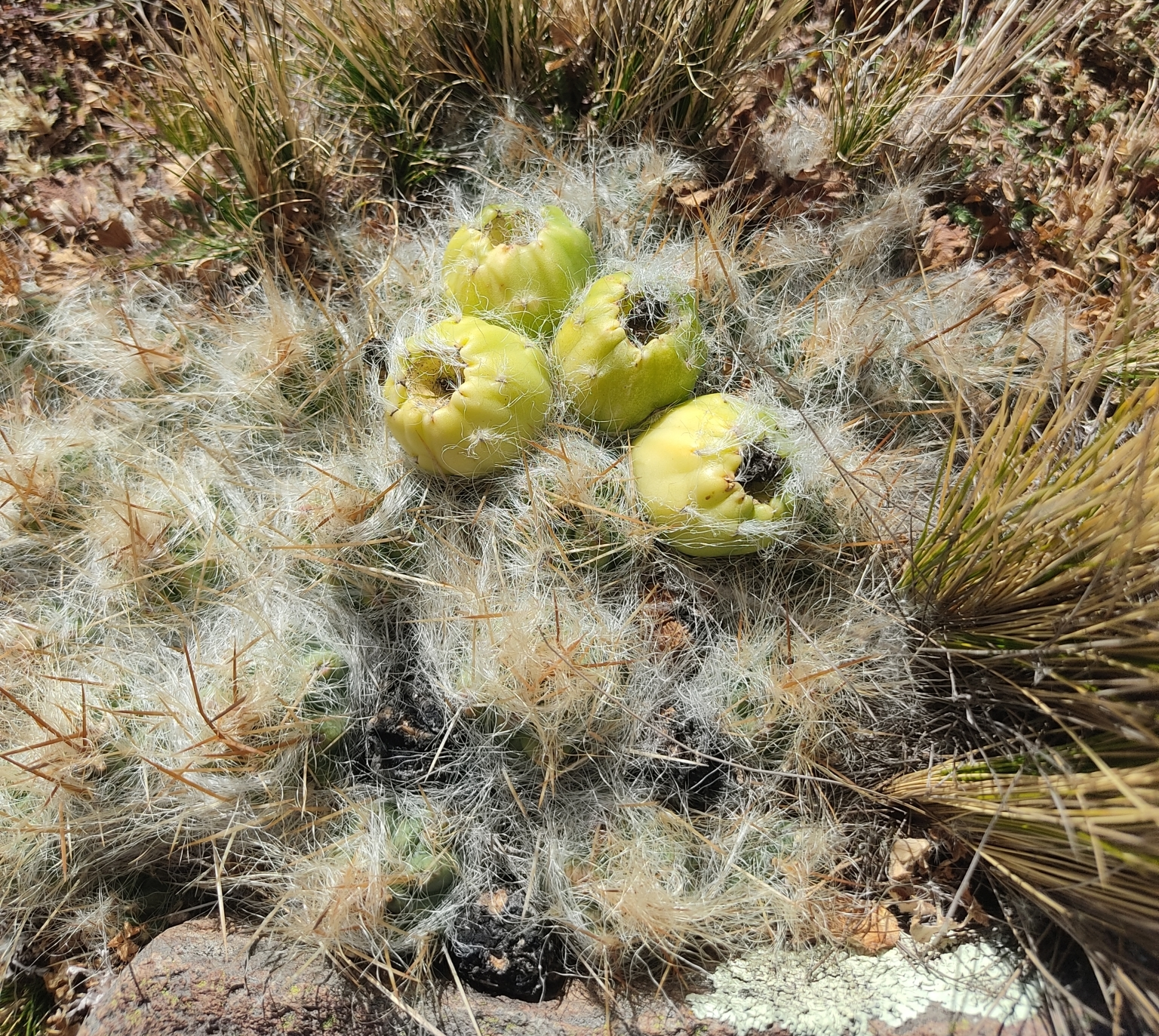
Detalle del fruto

## Distribución y hábitat
El área de distribución nativa de esta especie va desde Perú hasta Bolivia y crece principalmente en el bioma tropical montañoso, a altitudes de 3500 a 4600 m sobre el nivel del mar. 

## Taxonomía
La primera descripción de esta especie fue como Opuntia floccosa, publicada en 1845 por el botánico alemán Joseph de Salm-Reifferscheidt-Dyck en la revista científica Allgemeine Gartenzeitung 13: 888.
Más tarde, el botánico alemán Friedrich Ritter trasladó la especie al género Austrocylindropuntia, por lo que pasó a llamarse Austrocylindropuntia floccosa. Registró estos cambios en el libro Kakteen in Südamerika 4: 1244, publicado en 1981.
Etimología
- Austrocylindropuntia: nombre genérico que deriva de las palabras griegas astro (que significa 'estrella'), y phyton (que significa 'planta'), por lo que se puede traducir como "planta con forma de estrella", haciendo referencia a la forma estrellada de algunas especies de este género de cactus.[6]
- floccosa: epíteto específico que deriva de la palabra latina floccus (que significa 'mechón' o 'pelusa') y el sufijo osus (que significa 'plenitud, desarrollo'), haciendo referencia a la presencia de pelos o estructuras similares a pelusa en la superficie de la planta.[7][8]

Sinonimia
- Andinopuntia floccosa (Salm-Dyck) Guiggi, 2011
- Andinopuntia floccosa subsp. yanganucensis (Rauh & Backeb.) Guiggi, 2016
- Austrocylindropuntia floccosa subsp. crispicrinitus (Rauh & Backeb.) Ostolaza, 2014
- Austrocylindropuntia floccosa subsp. yanganucensis (Rauh & Backeb.) Ostolaza, 2008
- Austrocylindropuntia hirschii (Backeb.) E.F.Anderson, 1999
- Austrocylindropuntia machacana F.Ritter, 1981
- Austrocylindropuntia punta-caillan (Rauh & Backeb.) E.F.Anderson, 1999
- Austrocylindropuntia tephrocactoides Rauh & Backeb., publicación de 1956, 1957
- Austrocylindropuntia yanganucensis (Rauh & Backeb.) E.F.Anderson, 1999
- Cylindropuntia tephrocactoides Rauh y Backeb., 1958
- Opuntia atroviridis Werderm. y Backeb., 1931
- Opuntia atroviridis f. longicylindrica (Rauh & Backeb.) Krainz, 1970
- Opuntia atroviridis f. parviflora (Rauh & Backeb.) Krainz, 1970
- Opuntia atroviridis f. paucispina (Rauh & Backeb.) Krainz, 1970
- Opuntia blancii (Backeb.) G.D.Rowley, 1958
- Opuntia crispicrinita (Rauh & Backeb.) G.D.Rowley, 1958
- Opuntia crispicrinita var. cylindracea (Rauh & Backeb.) G.D.Rowley, 1958
- Opuntia crispicrinita subvar. flavicoma (Rauh & Backeb.) G.D.Rowley, 1958
- Opuntia crispicrinita var. tortispina (Rauh & Backeb.) G.D.Rowley, 1958
- Opuntia cylindrolanata (Rauh & Backeb.) G.D.Rowley, 1958
- Opuntia floccosa Salm-Dyck, 1845 (basónimo)
- Opuntia floccosa subvar. aurescens (Rauh & Backeb.) G.D.Rowley, 1958
- Opuntia floccosa var. canispina (Rauh & Backeb.) G.D.Rowley, 1958
- Opuntia floccosa var. cardenasii G.D.Rowley, 1973
- Opuntia floccosa var. crassior (Backeb.) G.D.Rowley, 1958
- Opuntia floccosa var. denudata F.A.CWeber, 1898
- Opuntia floccosa var. ovoides (Rauh & Backeb.) G.D.Rowley, 1958
- Opuntia hempeliana K.Schum, 1898
- Opuntia hirschii (Backeb.) G.D.Rowley, 1958
- Opuntia lagopus var. aureopenicillata (Rauh & Backeb.) G.D.Rowley, 1958
- Opuntia pseudoudonis (Rauh & Backeb.) G.D.Rowley, 1958
- Opuntia punta-caillan (Rauh & Backeb.) G.D.Rowley, 1958
- Opuntia rauhii (Backeb.) G.D.Rowley, 1958
- Opuntia tephrocactoides (Rauh & Backeb.) G.D.Rowle, 1958
- Opuntia udonis Weing., 1933
- Opuntia verticosa Weing., 1933
- Opuntia yanganucensis (Rauh & Backeb.) G.D.Rowley, 1958
- Tephrocactus atroviridis (Werderm. & Backeb.) Backeb., 1936
- Tephrocactus atroviridis var. longicylindricus Rauh & Backeb., 1958
- Tephrocactus atroviridis var. parviflorus Rauh & Backeb., 1958
- Tephrocactus atroviridis var. paucispina Rauh & Backeb., 1958
- Tephrocactus blancii Backeb., publicación de 1956, 1957
- Tephrocactus crispicrinitus Rauh & Backeb., publicación de 1956 en 1957
- Tephrocactus crispicrinitus var. cylindraceus Rauh & Backeb., publicación de 1956, 1957
- Tephrocactus crispicrinitus subvar. flavicomus Rauh & Backeb., publicación de 1956 en 1957
- Tephrocactus crispicrinitus var. tortispinus Rauh & Backeb., publicación de 1956 en 1957
- Tephrocactus cylindrolanatus Rauh & Backeb., publicación de 1956, 1957
- Tephrocactus floccosus (Salm-Dyck) Backeb., 1936
- Tephrocactus floccosus subvar. aurescens Rauh & Backeb., publicación de 1956 en 1957
- Tephrocactus floccosus var. canispinus Rauh & Backeb., publicación de 1956, 1957
- Tephrocactus floccosus var. Crassior Backeb., 1953
- Tephrocactus floccosus var. denudatus (F.A.CWeber) Backeb., 1958
- Tephrocactus floccosus var. ovoides Rauh & Backeb., publicación de 1956 en 1957
- Tephrocactus hirschii Backeb., publicación de 1956, 1957
- Tephrocactus lagopus var. aureopenicillatus Rauh & Backeb., publicación de 1956, 1957
- Tephrocactus pseudoudonis Rauh & Backeb., publicación de 1956, 1957
- Tephrocactus punta-caillan Rauh & Backeb., publicación de 1956 en 1957
- Tephrocactus rauhii Backeb., 1956
- Tephrocactus udonis (Weing.) Backeb., 1936
- Tephrocactus verticosus (Weing.) Backeb., 1936
- Tephrocactus yanganucensis Rauh & Backeb., publicación de 1956, 1957

## Estado de conservación
En la Lista Roja de Especies Amenazadas de la UICN, la especie está clasificada como de "Preocupación Menor (LC)".

## Usos
Se cultiva principalmente como planta ornamental y su propagación se realiza normalmente a través de esquejes o semillas. Además se cultivan para formar cercas o vallas vivas, al plantar varias plantas muy cerca unas de otras, y su fruto es comestible.

## Galería

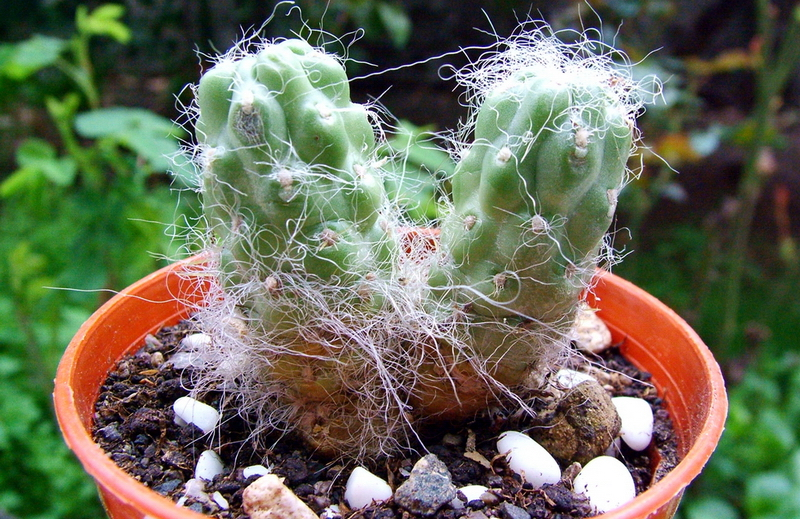
Plante en cultivo
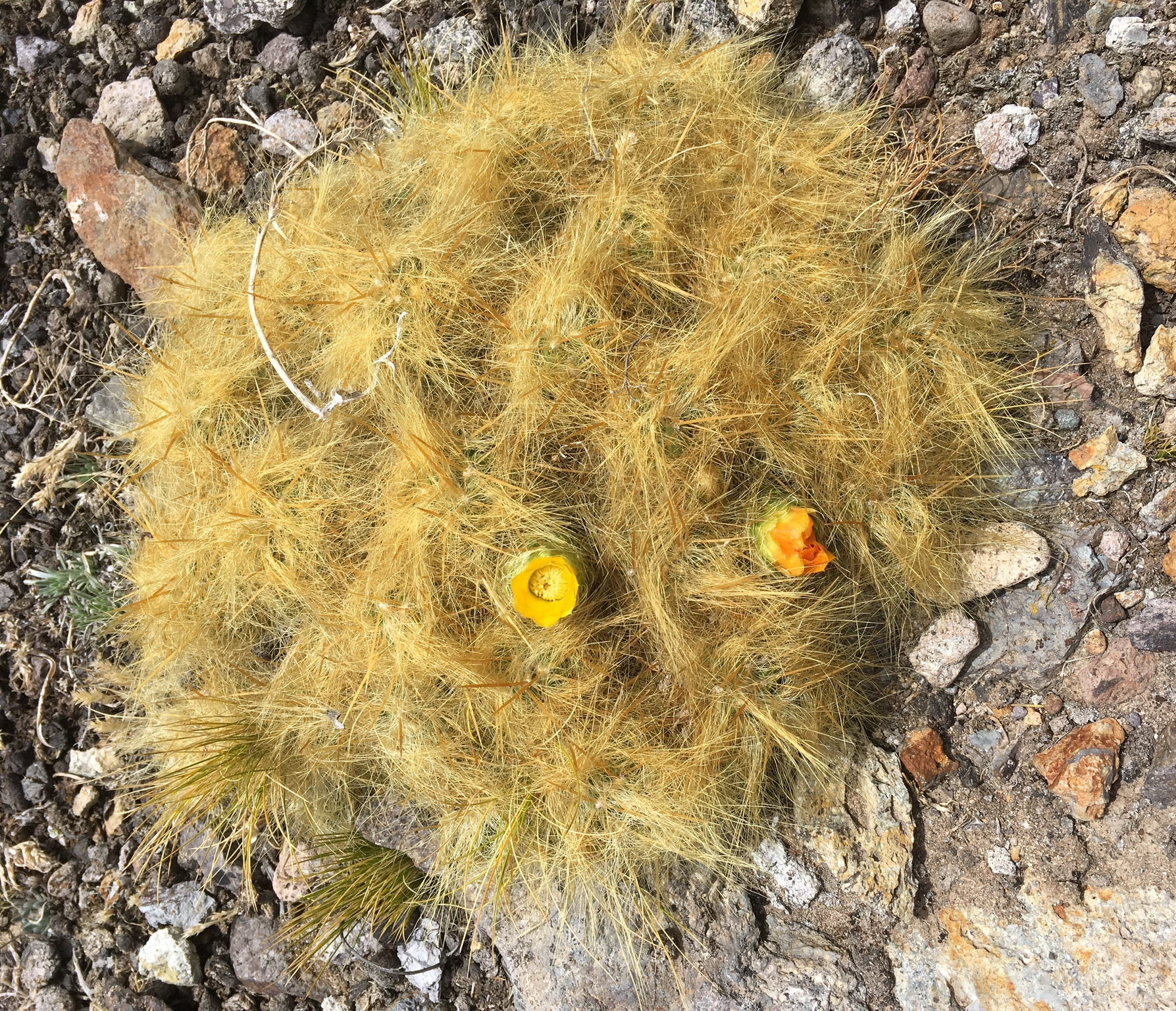
Planta con una tonalidad diferente
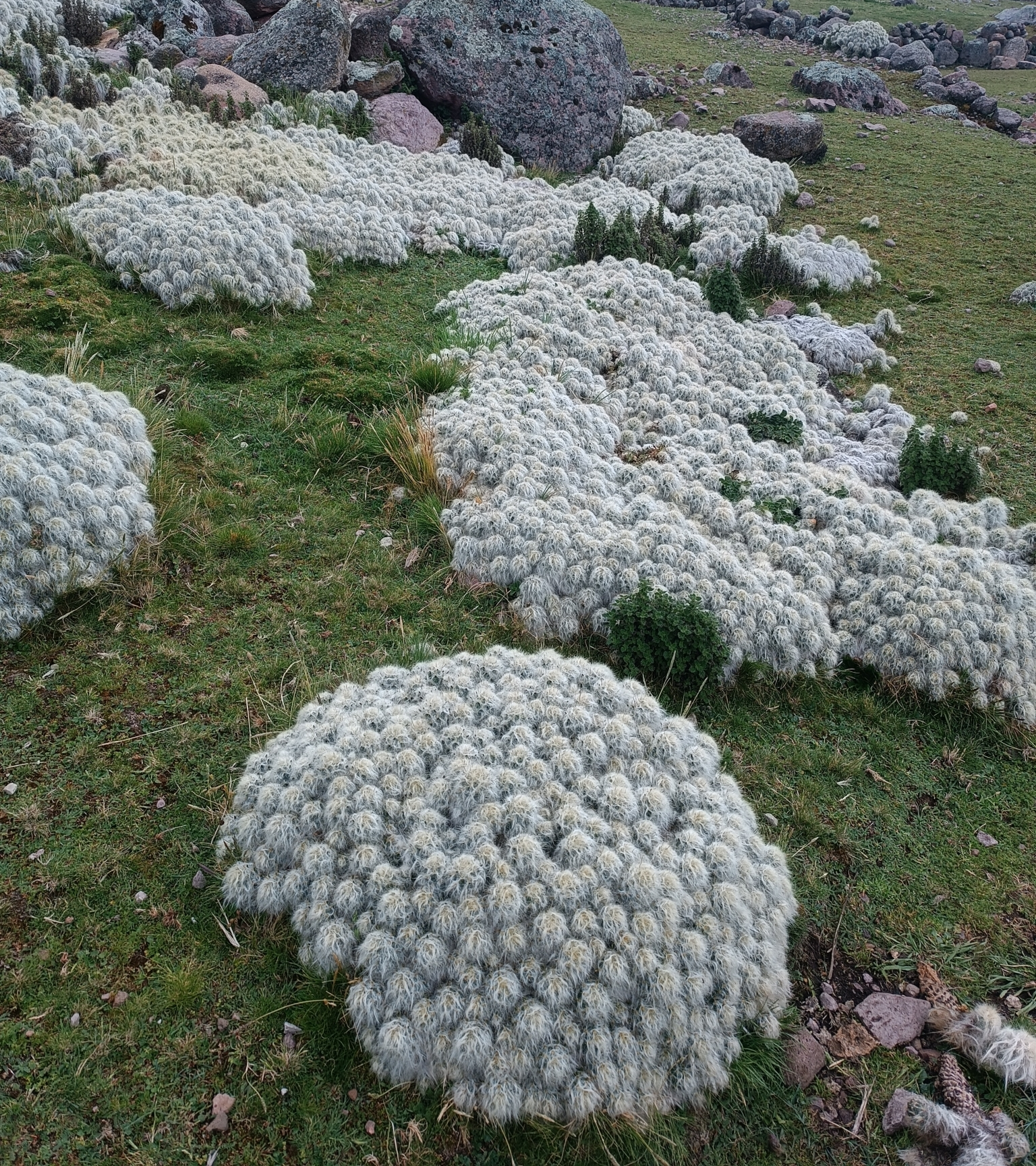
Planta en su hábitat
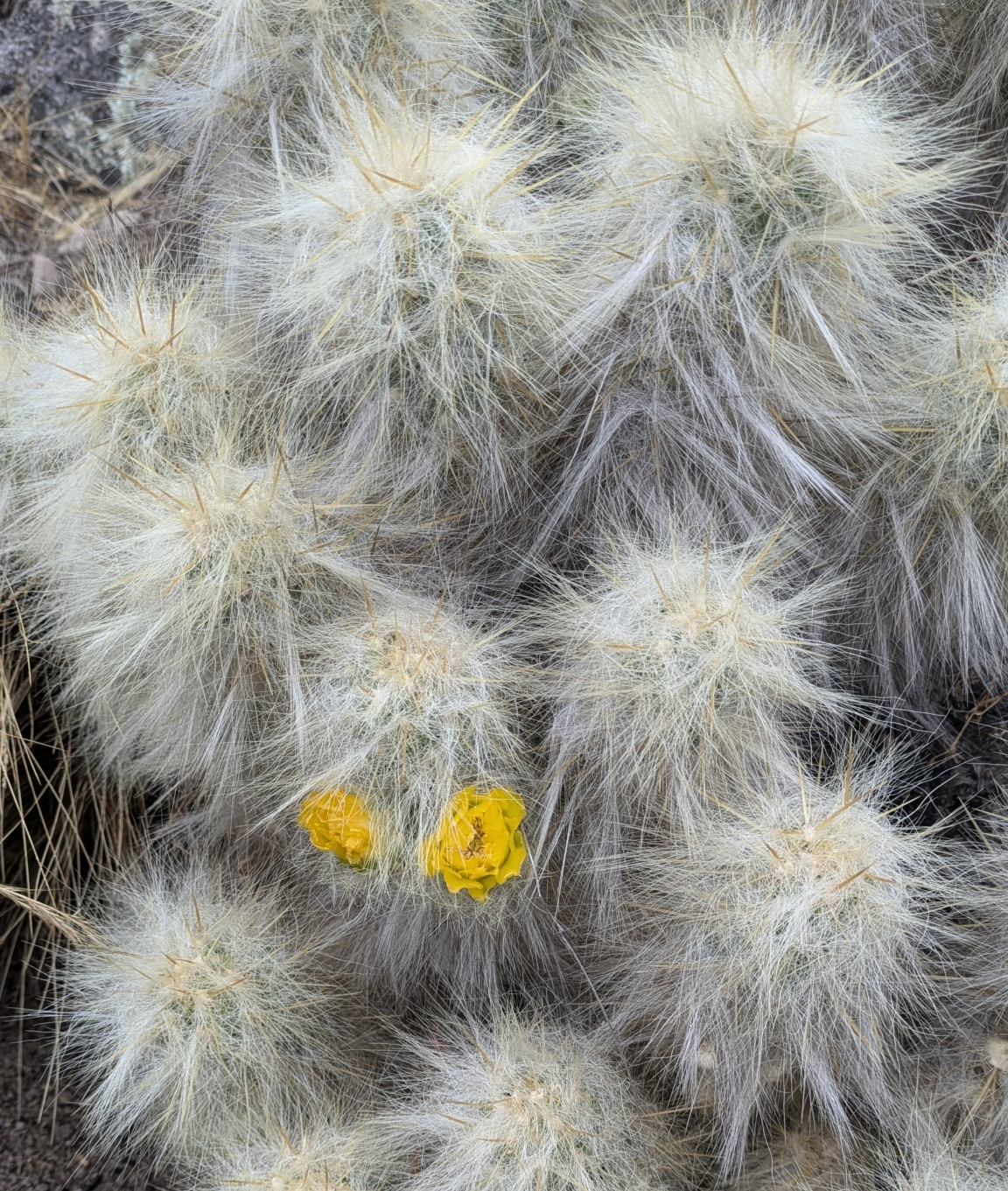
Detalle de las espinas y pelos
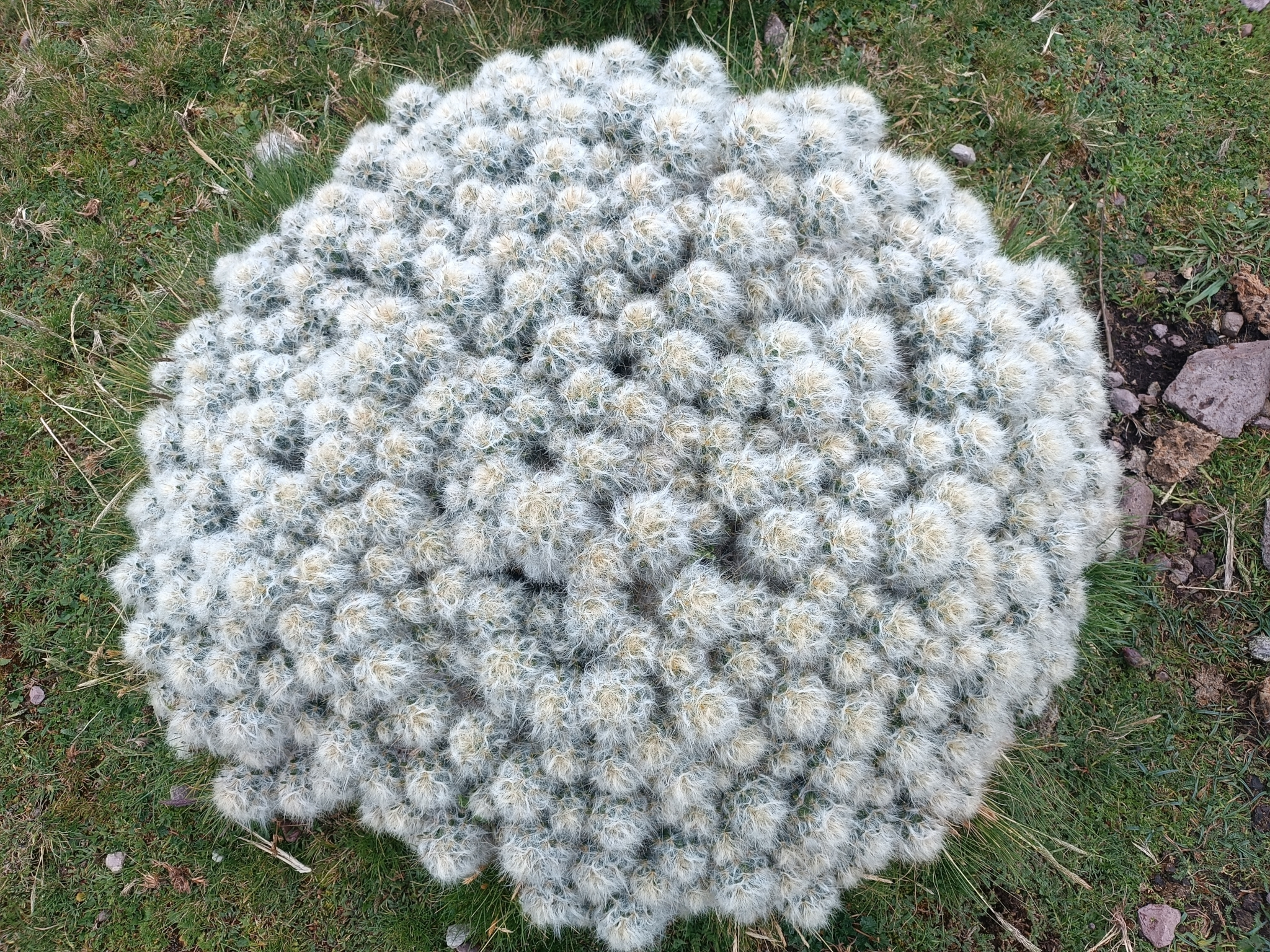
Forma de cojín o montículo